# رایان واتسون
رایان واتسون (انگلیسی: Ryan Watson؛ زادهٔ ۲ فوریهٔ ۱۹۹۳) هنرپیشه و صداپیشهٔ اهل انگلستان است که از سال ۲۰۰۳ میلادی تاکنون مشغول فعالیت بوده‌است. از برنامه‌های تلویزیونی معروفی که وی در آن نقش داشته‌است می‌توان به ساعت برنارد (سری دوم ۲۰۰۴ -۲۰۰۵) اشاره کرد.

## تلویزیون
| سال  | نمایش                             | اپیزود(ها)                        | نقش        |
| ---- | --------------------------------- | --------------------------------- | ---------- |
| ۲۰۱۶ | پدر براون (مجموعه تلویزیونی ۲۰۱۳) | اپیزود ۴٫۸ "The Resurrectionists" | ایان موره  |
| ۲۰۰۷ | Christmas at the Riviera          | (مختلف)                           | ادوین هوگس |
| ۲۰۰۷ | ماجراهای سارا جین                 | پسرِ گمشده قسمت ۱ و ۲              | ناتان گوس  |
| ۲۰۰۶ | The Bill                          | ۴۲۰                               | میج        |
| ۲۰۰۴ | ساعت برنارد                       | (مختلف)                           | برنارد     |
| ۲۰۰۳ | ساعت برنارد                       | (مختلف)                           | برنارد     |
| ۲۰۰۳ | A Touch of Frost                  | Held in Trust                     | بابی پالمر |

## رادیو
| سال  | نمایش       | اپیزود(ها) | نقش            |
| ---- | ----------- | ---------- | -------------- |
| ۲۰۱۰ | I, Claudius | مسالینا    | بریتانیکوس     |
| ۲۰۰۹ | ادوارد دوم  | (مختلف)    | شاهزاده ادوارد |

## تئاتر
| سال  | نمایش        | تئاتر            | نقش               |
| ---- | ------------ | ---------------- | ----------------- |
| ۲۰۰۶ | زندگی گالیله | تئاتر ملی سلطنتی | آندریا سارتی جوان |